# Stanisław Betlej
Stanisław Ludwik Betlej ps. „Lampart” (ur. 19 sierpnia 1910 w Męcince k. Jedlicza, zm. 22 kwietnia 1945 pod Boxbergiem) – polski żołnierz, kapitan piechoty Wojska Polskiego.

## Życiorys
W okresie od sierpnia 1931 do czerwca 1932 odbył obowiązkową jednoroczną służbę wojskową, w ramach której ukończył Szkołę Podchorążych Rezerwy i odbył praktykę w 48 pułku piechoty w Stanisławowie na stanowisku dowódcy plutonu ciężkich karabinów maszynowych. Pod koniec września 1932 rozpoczął naukę w Szkole Podchorążych Piechoty w Komorowie. 4 sierpnia 1934 został mianowany podporucznikiem ze starszeństwem z dniem 15 sierpnia 1934 i 81. lokatą w korpusie oficerów piechoty oraz przydzielony do 6 pułku Strzelców Podhalańskich w Samborze i wyznaczony na stanowisko dowódcy plutonu. W 1938 awansował na porucznika. Według stanu z marca 1939 był dowódcą plutonu przeciwpancernego
W czasie kampanii wrześniowej 1939 dowodził kompanią przeciwpancerną 6 pułku Strzelców Podhalańskich. W 1940 został członkiem Związku Walki Zbrojnej i przyjął pseudonim „Lampart”. Dwa lata później został komendantem placówki AK w Jedliczu kryptonim „Jaśmin”. W 1943 został przeniesiony do Komendy Obwodu AK w Krośnie i wyznaczony na stanowisko oficera do spraw wyszkolenia. Latem 1944 r., w czasie akcji „Burza”, walczył w składzie oddziału dyspozycyjnego Komendy Obwodu AK Krosno. Dowodził w tym oddziale III plutonem OP-15 broniącym Rzeczpospolitą Iwonicką.
28 września 1944 w Rzeszowie zgłosił się do służby w Wojsku Polskim i został wyznaczony na stanowisko dowódcy 2 batalionu 27 pułku piechoty. Od stycznia do połowy kwietnia 1945 z dywizją kpt. Betlej wykonał marsz dofrontowy. 17 kwietnia 1945 wraz z innymi jednostkami 2 Armii WP wziął udział w walkach nad Nysą Łużycką i Sprewą. Poległ 22 kwietnia 1945 bohaterską śmiercią w ataku na bunkier niemiecki nad rzeką Schwarzer Schöps pod Boxbergiem. Pochowany na cmentarzu w Jedliczu. Pośmiertnie został odznaczony Orderem Krzyża Grunwaldu III klasy.

## Upamiętnienie
30 sierpnia 1983 Minister Obrony Narodowej nadał imię kapitana 27 pułkowi zmechanizowanemu w Kłodzku.
8 maja 1985 w ramach obchodów 40 rocznicy zwycięstwa nad faszyzmem, Szkoła Podstawowa nr 10 w Krośnie otrzymała imię kpt. Stanisława Betleja. W tej szkole odsłonięto wtedy tablicę upamiętniającą S. Betleja.
Jego imieniem nazwano również jedną z ulic w Krośnie, Lwówku Śląskimi, Mirsku (powiat lwówecki) oraz w Rzeszowie.
Zespół Szkół w Przewozie i Szkoła Podstawowa nr 3 w Kłodzku otrzymały imię kpt. Stanisława Betleja.